# Marta Capurso
Marta Capurso (Turijn, 18 augustus 1980) is een Italiaanse shorttrackster en heeft brons gewonnen op de Olympische Winterspelen 2006 tijdens 3000 meter aflossing samen met haar landgenotes Arianna Fontana, Katia Zini en Mara Zini.